# さくらプロジェクト
さくらプロジェクトとは、2004年から株式会社ウェザーニューズが提供するサポーター参加型企画の一つである。主に桜前線が日本列島を上昇する3月から6月にかけて全国の携帯会員や自治体、学校などによる「自分の桜標本木」の開花・満開などの状況を携帯電話のカメラ機能を利用してリポートする企画である。

## 概要
- サポーターからのリポートのほか、ウェザーニューズが電話などで独自に取材した全国各地の桜の名所1000か所以上[1][2]の調査結果、過去のデータと併せて分析し、桜の開花傾向と開花予報に反映しており、自社の特設サイトやテレビ朝日の地上デジタルデータ放送で各地の開花情報を見ることができる[3]。2009年シーズンは16,304人、2010年シーズンは約20,000人以上の携帯会員が同プロジェクトに参加している[4]。
- なお、ウェザーニューズでは2009年シーズンまで、気象庁と同じく、5・6輪開いた状態を「開花」と定義してきたが、2010年シーズンからは需要が高い1輪咲く時期に変更して開花予報を発表している[5]。また、同時に今までの気象庁発表計算式に基づく開花予想も参考情報として発表している[6]。
- シーズンあたり15日間以上リポート投稿した会員には、「さくらバンダナ」がプレゼントされる（要申請）[7]。

## Sakura Simulator
同プロジェクトの一環として、2009年4月23日からウェザーニューズが提供しているPCデスクトップソフト「ソラマド」の気象シミュレーション機能を利用して、約100年後の桜の開花シミュレーションや全国各地の桜前線シミュレーションの算出が行われたこともある。

## 桜一本予想
2010年シーズンから携帯電話のGPS機能や現在の桜のつぼみの状況、桜の特徴（樹の種類・樹の大きさ・日当り・周辺環境）、さくらプロジェクトの観察データと過去の統計データなどを利用して、個々の桜の開花日や満開期間を知ることができる、「桜一本予想」を日本初の試みとして導入している。

## SAKULiVE
2010年シーズンからウェザーニューズではさくらシーズンの期間中、自社制作の気象情報番組「SOLiVE24」の各番組内でこのコーナーを設け、全国各地のウェザーリポーターから寄せられる、さくらの開花状況などを紹介。時間帯によっては、投稿者に直接電話で桜の様子等を聞いていくこともある。
また、系列ホテルからのライブカメラ配信で提携している、藤田観光からの宿泊券プレゼント抽選会やウェザーリポーターとのお花見などを行った。

## 備考
- なお、2009年12月25日に気象庁が「民間気象会社の精度も高く、多彩なサービスを提供している」として、2010年春以降の桜の開花予想を中止すると発表した（桜の開花観測は継続）[12]。複数の報道機関が同様のサービスを2007年から行っている、同業他社の日本気象協会と共に、「ウェザーニューズ」と具体的に会社名を挙げて報道した[13]。
- 2010年4月8日にウェザーニューズは西日本・関東・東海エリアの桜開花予想的中率結果を発表し、全体（誤差2日以内）では74.7%、参加者が最も多かった東京都では88.0%となり、前年比の的中率を上回る事に成功したと発表[14]。さらに4月9日付の読売新聞によれば、前述の通り、開花の定義が異なる為、単純比較は出来ないが、大手民間気象会社各社の桜の開花予想の的中率は日本気象協会が7%、今年から新たに参入したウェザーマップが15%、ウェザーニューズは23%で、ウェザーニューズが首位に立ったと報じている[15]。しかし、4月6日付の毎日新聞の報道によると、全国主要地点で桜の開花が的中したのは佐賀市・神野公園[16]のみで、誤差1日以内は東京・上野公園（3月23日開花と予想、実際は22日）[16]など6地点だったとしており、ウェザーニューズの予想担当者も気温変動による不本意な結果を認めている[17]。また、2010年シーズンに本土4島では最も早く、3月10日にソメイヨシノの開花を観測[18]、ウェザーニューズ・日本気象協会・ウェザーマップの3社共に早咲きと見ていた高知市でもウェザーニューズは高知城で3月23日開花と予想したが、実際は17日と外れている[16]。